# Marian Mendelak
Marian Mendelak (ur. 19 października 1919 w Poznaniu, zm. 29 listopada 2003 tamże) – poznański działacz harcerski okresu dwudziestolecia międzywojennego, powojenny działacz społeczny i budowniczy dużej skali obiektów wojskowych i cywilnych na Ziemiach Zachodnich, racjonalizator produkcji. Przed drugą wojną światową narodowy demokrata, po r. 1945 zwolennik pracy organicznej i  poznańskiej szkoły realizmu politycznego (pomimo niechęci do władz komunistycznych, z którymi nie podjął współpracy na polu ideologicznym).

## Odznaczenia państwowe i zagraniczne
- 1955 – Medal 10-lecia Polski Ludowej[2]
- 1955 – Srebrny Krzyż Zasługi[3]
- 1958 – Złoty Krzyż Zasługi
- 1964 – Odznaka „Racjonalizator Produkcji”
- 1966 – Medal „Opiekun Miejsc Pamięci Narodowej”
- 1966 – Krzyż Kawalerski Orderu Odrodzenia Polski
- 1968 – Brązowy Medal „Za zasługi dla obronności kraju”
- 1969 – Odznaka „Zasłużony Pracownik Hydrobudowy 7”
- 1971 – Złota Odznaka Honorowa Towarzystwa Przyjaźni Polsko-Radzieckiej
- 1972 – Złota Odznaka honorowa „Zasłużony dla Budownictwa i Przemysłu Materiałów Budowlanych”
- 1973 – Honorowa Odznaka Województwa Łódzkiego
- 1978 – Pamratnar Medal za Stroitielstwo Magistralnowo Gazoprowoda Sojuz (ZSRR)
- 1979 – Srebrna Odznaka Honorowa Polskiego Związku Inżynierów i Techników Budownictwa
- 1984 – Medal 40-lecia Polski Ludowej
- Odznaka WKKFiT Za Społeczny Wkład Pracy w Rozwój Kultury Fizycznej i Turystyki Wielkopolski
- 2001 – Medal za Długoletnie Pożycie Małżeńskie

## Inne wyróżnienia (wybór)
- 1953 (2 kwartał) – IX miejsce we współzawod. o tyt. „Najlepszego Kierownika Budowy w Polsce” (Minister Budownictwa Przemysłowego)
- 1953 (3 kwartał) – VII miejsce we współzawod. o tyt. „Najlepszego Kierownika Budowy w Polsce” (Minister Budownictwa Przemysłowego)

## Członkostwa
- 1932–2003 – Związek Harcerstwa Polskiego
- 1945–1946 – Polski Związek Zachodni
- 1950–1951 – Naczelna Organizacja Techniczna w Polsce
- 1955–1955 – Towarzystwo Przyjaźni Polsko-Radzieckiej
- 1955–1973 – Związek Zawodowy Pracowników Budownictwa i Przemysłu Materiałów Budowlanych
- 1961–1965 – Międzyzakładowy Klub Techniki i Racjonalizacji Pracowników Budownictwa
- 1963–1971 – Polski Związek Inżynierów i Techników Budownictwa

## Miejsce spoczynku

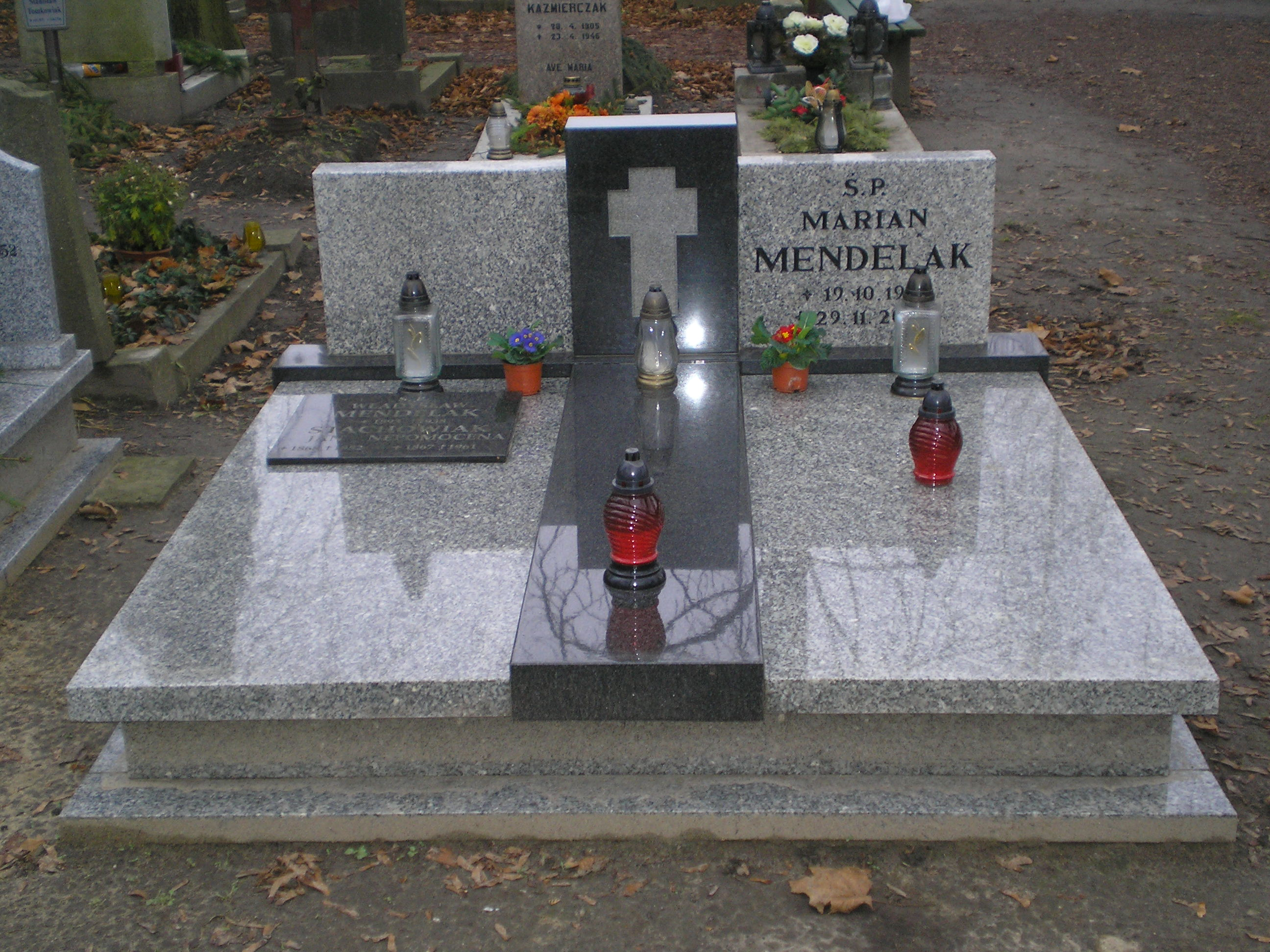
Grób Mariana Mendelaka na cmentarzu Bożego Ciała przy ul. Bluszczowej w Poznaniu

Marian Mendelak pochowany został 3 grudnia 2003 r. na cmentarzu Bożego Ciała przy ulicy Bluszczowej w Poznaniu. Trumnę złożono w grobie, w którym spoczywają również dziadkowie i ojciec zmarłego. W pogrzebie uczestniczyło ok. 200 osób, w tym liczni reprezentanci środowiska harcerskiego oraz przedstawiciele kręgów przemysłowo-budowlanych z obszaru Polski Zachodniej. Dzień przed pochówkiem ukazała się nota pośmiertna autorstwa Jerzego Ciechanowskiego obrazująca stosunek współpracowników z branży budowlanej do zmarłego:

„[…] Odszedł człowiek niezwykle szlachetny i prawy, wymagający, ale sprawiedliwy zwierzchnik, chętnie przekazujący swoją wiedzę i doświadczenie młodszym pracownikom. Był dla nas wzorem oddanego i odpowiedzialnego kierownika budów. Był przyjacielem. Pozostanie na zawsze w naszej pamięci! […].”

## Związki rodzinne
Marian Mendelak był pogrobowym zięciem, zaginionego w niewyjaśnionych okolicznościach przedwojennego oficera polskiego, Michała Rząsy. Bliskim kuzynem Mendelaka był natomiast płk. Ignacy Stachowiak. Inżynier był również spokrewniony bądź spowinowacony z wieloma rodzinami bamberskimi Poznania.